# 锡托
锡托（德語：Sietow）是德国梅克伦堡-前波美拉尼亚州的市镇，隶属于梅克伦堡湖区县。总面积为18.87平方千米，截至2023年12月31日总人口为605人。